# 德國國防軍陸軍第367步兵師
第367步兵師（德語：367. Infanterie-Division）是納粹德國國防軍陸軍的一個步兵師。該師於1943年11月組建。
該師組建後，調至南斯拉夫，進行反遊擊作戰。1944年2月，該師調往東線，此後一直在當地作戰。同年3至4月，該師改編為第330山地師（德語：330. Gebirgs-Division）。
該師最後於1945年4月在柯尼斯堡向苏联红军投降。

## 註腳
1. ↑  Mitcham（2007年）